# Geitonichthys
Geitonichthys è un genere estinto di pesci ossei appartenente ai Redfieldiiformes, vissuto nel Triassico medio (circa 240 milioni di anni fa). I suoi resti fossili sono stati ritrovati in Australia. L'unica specie conosciuta è Geitonichthys ornatus.

## Descrizione
Geitonichthys ornatus è noto da un esemplare quasi completo (l'olotipo P 15859), lungo circa 8,8 cm dalla testa al peduncolo caudale, conservato presso il Natural History Museum di Londra (NHMUK). Un altro esemplare (P 15880) è menzionato ma non descritto in dettaglio.
Il corpo era relativamente allungato e coperto da scaglie ganoidi. La pinna dorsale era di piccole dimensioni e si inseriva appena dopo la metà del corpo; la pinna anale era di forma e dimensioni simili ed era pressoché opposta alla pinna dorsale. La pinna caudale era biforcuta e, stranamente, possedeva il lobo inferiore leggermente più allungato di quello superiore.
Le sue proporzioni e la struttura generale lo avvicinano a Redfieldius e a forme simili, ma con caratteristiche che lo rendono atipico all'interno di questa famiglia.

## Classificazione
Geitonichthys ornatus venne descritto per la prima volta nel 1935 da Wade, sulla base di resti fossili ritrovati nella zona di Brookvale in Nuovo Galles del Sud. 
Inizialmente, Wade attribuì Geitonichthys alla famiglia dei Catopteridae, collocandolo tra i Chondrostei all'interno del gruppo (attualmente ritenuto parafiletico) dei Palaeopterygii. Successivi studi, in particolare quello di Hutchinson (1973), hanno suggerito l'appartenenza ai Redfieldiidae, anche se con qualche riserva: Hutchinson notò che Geitonichthys rappresentava probabilmente una popolazione isolata e distinta dai redfieldiidi più tipici, senza però fornire elementi sufficienti per istituire una nuova famiglia separata.Attualmente è considerato un membro atipico della famiglia Redfieldiidae.